# Boogie rock
Boogie rock es un género musical que surgió en la década de 1960 en Estados Unidos e Inglaterra y que combina elementos del blues rock y del boogie-woogie, siendo considerado el estilo más pesado del blues por aquel entonces. Se diferencia del blues rock principalmente por la repetición del ritmo, temas alegres casi bailables y la escasa improvisación de los instrumentos. Desde su inicio las bandas del género tocaban en el tempo 4/4, aunque con el pasar de los años ha variado.

## Historia
Surgió en la década de 1960 en Estados Unidos e Inglaterra, siendo Canned Heat la primera banda en popularizar el género a nivel mundial. La gran mayoría de las bandas estadounidenses provenían con la base del rock sureño y del blues rock como ZZ Top, The Allman Brothers Band y Lynyrd Skynyrd. Por otro lado, el grupo Kansas adoptó el estilo del boogie rock pero lo mezclaron con el rock progresivo, que se ve con detalles en su respectivo álbum debut. Otra agrupación que asimiló el género fue la agrupación canadiense Bachman-Turner Overdrive que agregó letras alegres, convirtiendo el boogie rock en un sonido más bailable a principios de la década de 1970.
En el caso de Inglaterra bandas como Humble Pie, Savoy Brown, Spider y Engine, dieron popularidad al género en el Reino Unido. Mención aparte es Foghat, quienes dieron al boogie rock mayor agresividad al momento de tocar los instrumentos. Entre todos los grupos británicos los que obtuvieron mayor éxito fueron Status Quo, considerada la gran banda inglesa del boogie rock.
A mediados de 1970 el género decayó en cuanto a popularidad por el auge masivo del rock duro, heavy metal y new wave. Actualmente son escasas las bandas nuevas que lo interpretan, siendo las agrupaciones setenteras las que han mantenido el género vigente hoy en día.

## Principales bandas del género
A continuación una lista de las principales agrupaciones.
| - Status Quo - Bachman-Turner Overdrive - Black Oak Arkansas - Cactus - Canned Heat - Foghat - George Thorogood - Grand Funk Railroad | - Humble Pie - Lynyrd Skynyrd - Ronnie Van Zant - Savoy Brown - The Allman Brothers Band - The Doobie Brothers - The Guess Who - ZZ Top |